# 迪邁山
85°2′S 64°28′W / 85.033°S 64.467°W
迪邁山（英語：Mount Dumais）是南極洲的山峰，位於伊利沙伯女皇地，處於萊坎德冰原島峰以北4公里，屬於彭薩科拉山脈中帕圖克森特山脈的一部分，海拔高度1,830米，現時由南極條約體系管理。